# يوهانس وولف (أستاذ جامعي)
يوهانس وولف هو رياضياتي سويسري، ولد في عقد 1520 في زيورخ في سويسرا، وتوفي بنفس المكان في 1571.